# Maciej Korzym
Maciej Korzym (Nowy Sącz, 2 maggio 1988) è un ex calciatore polacco, di ruolo attaccante.

## Carriera

### Club
Ha giocato nella prima divisione polacca.

### Nazionale
Tra il 2008 ed il 2010 ha segnato 4 gol in 6 presenze in Under-21, tra cui anche 3 gol in 3 presenze nelle qualificazioni agli Europei di categoria.

## Palmarès

### Club

#### Competizioni nazionali
- Coppa di Polonia: 1

Legia Varsavia: 2007-2008